# گاه‌شمار نجومی
گاه‌شمار نجومی نوعی گاه‌شماری بوده که از دیرباز توسط دانشمندان کیهان‌شناس جهت ثبت رویدادهای کیهانی مانند جایگاه‌های ماه و سایر سیارات در روزهای مختلف و موارد مرتبط با آن استفاده می‌شود.

## دانشمندان
- عباس مصباح زاده
- عمر خیام
- غیاث الدین جمشید کاشانی